# Liste der Schlösser und Palais in Thorn
Die Liste der Stadtschlösser und Palais in Thorn umfasst bestehende Stadtschlösser und Stadtpalais in der polnischen Stadt Thorn. Eine Liste mit Burgen und Schlössern in der Woiwodschaft Kujawien-Pommern befindet sich hier:
- Liste der Burgen und Schlösser in der Woiwodschaft Kujawien-Pommern

## Stadtschlösser und Palais
| Name                     | Ort   | Baustil         | Baujahr   | Zustand     | Bild |
| ------------------------ | ----- | --------------- | --------- | ----------- | ---- |
| Burg Thorn               | Thorn | Gotik           | 1260      | Ruine       |      |
| Junkerhof                | Thorn | Gotik           | nach 1489 | Erhalten    |      |
| Esken-Palais Thorn       | Thorn | Renaissance     | nach 1500 | Erhalten    |      |
| Bischofspalast Thorn     | Thorn | Klassizismus    | vor 1500  | Umgestaltet |      |
| Dąmbski-Palais Thorn     | Thorn | Barock          | 1693      | Erhalten    |      |
| Fenger-Palais Thorn      | Thorn | Klassizismus    | 1742      | Erhalten    |      |
| Meissner-Palais Thorn    | Thorn | Klassizismus    | 1739      | Erhalten    |      |
| Konsul-Palais Thorn      | Thorn | Historismus     | 1896      | Erhalten    |      |
| Heiratsschlößchen Thorn  | Thorn | Neoklassizismus | 1926      | Erhalten    |      |
| Ossowski-Palais Thorn    | Thorn | Neoklassizismus | 1925      | Erhalten    |      |
| Rosochowicz-Palais Thorn | Thorn | Neoklassizismus | 1925      | Erhalten    |      |